# ФК „Първа атомна“ (Козлодуй)
„Първа атомна“ е български футболен клуб от гр. Козлодуй
Участник в първенството на Б ОФГ-Враца. Създаден е през 1974 г. по случай откриването на АЕЦ „Козлодуй“. От 1974 до 1990 се казва „Радецки“, след това е преименуван на „НЕК-АЕЦ“, „АЕЦ“ и от 1994 г. се казва „Първа атомна“. Отборът само 2 пъти е влизал в професионалния ешелон – през сезон 1980/81 (22 м. в Северната Б РФГ) и през 1996/97 (14 м. в Б РФГ). През сезон 1981/82 започва първенството като „Радецки“, а на полусезона е преименуван на „Първа атомна“. За Купата на България играе 1/32-финали през 1980/81 и 1996/97 г. Развива се юношеската школа на деца, родени след 1994 г., с треньор Благовест Витанов. Детският отбор (1994 г.) функционира от 2006 г. и взима 2-ро място на ежегодния турнир във Враца – Coca Cola през 2007 г.
Преди сезон 2016/17 „Дунав 98“ (Селановци) се обединява с „Ботев 2008“ (Козлодуй) в „Първа атомна“ (Козлодуй).
- Генади Симеонов
- Димитър Гюджеменов
- Петър Авуски
- Александър Янакиев
- Симеон Кръстев
- Росен Каптиев
- Станислав Стоянов
- Тихомир Генов